# Transferencia de población

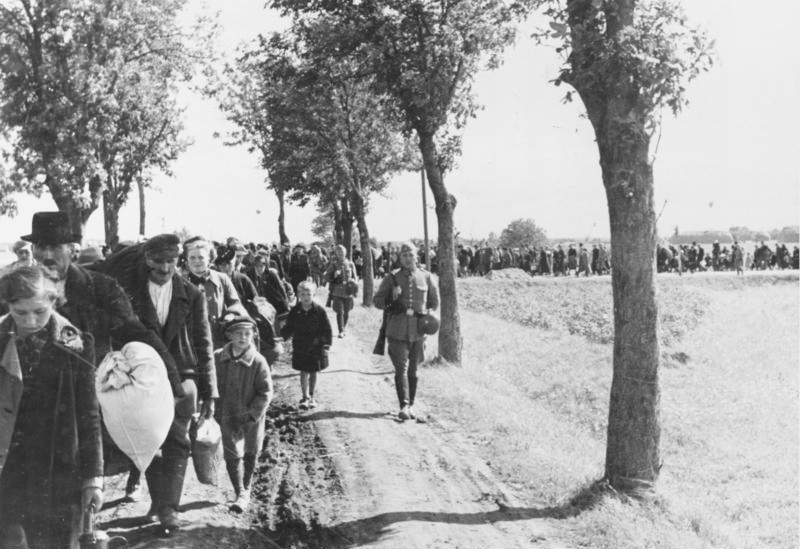
Expulsión nazi de polacos de Polonia central, 1939

La transferencia de población o el reasentamiento es el movimiento de un gran grupo de personas de una región a otra, a menudo una forma de migración forzada impuesta por la política estatal o la autoridad internacional y con más frecuencia por origen étnico o religioso, pero también por el desarrollo económico. El destierro o el exilio es un proceso similar, pero se aplica forzosamente a individuos y grupos.
A menudo, la población afectada es trasladada por la fuerza a una región lejana, quizás no adaptada a su modo de vida, causándole un daño sustancial. Además, la pérdida de todos los bienes inmuebles y, cuando son apresurados, la pérdida de cantidades sustanciales de bienes muebles, están implícitos. Esta transferencia puede estar motivada por el deseo de la parte más poderosa de dar otros usos a la tierra en cuestión o, en menor medida, por condiciones ambientales o económicas desastrosas que requieran reubicación. 

## Intercambio de población
El intercambio de población es la transferencia de dos poblaciones en direcciones opuestas aproximadamente al mismo tiempo. En teoría al menos, el intercambio no es forzoso, pero la realidad de los efectos de estos intercambios ha sido siempre desigual, y al menos la mitad del llamado "intercambio" ha sido forzada por el participante más fuerte o más rico. Estos intercambios han tenido lugar varias veces en el siglo XX: dos ejemplos son la partición traumática de la India y Pakistán y la expulsión masiva de griegos anatolios y musulmanes griegos de Turquía y Grecia, respectivamente, durante su llamado intercambio de población greco-turco, involucrando a aproximadamente 1,3 millones de griegos anatolios y 354.000 musulmanes griegos, la mayoría de los cuales fueron forzados a convertirse en refugiados y de hecho desnaturalizados de sus países de origen.

## Asuntos consecuencia de la transferencia de población
Según el politólogo Norman Finkelstein, la transferencia fue considerada como una solución aceptable a los problemas del conflicto étnico hasta alrededor de la Segunda Guerra Mundial e incluso a veces un poco después. La transferencia se consideraba una medida drástica pero "a menudo necesaria" con la intención de poner fin a un conflicto étnico o una guerra civil étnica. La viabilidad de la transferencia de población se incrementó enormemente con la creación de redes ferroviarias a partir de mediados del siglo XIX.
La transferencia de población difiere considerablemente de la migración motivada individualmente, pero en tiempos de guerra, el acto de huir del peligro o del hambre a menudo difumina las diferencias. Si un Estado puede preservar la ficción de que las migraciones son el resultado de innumerables decisiones "personales", el Estado puede ser capaz de afirmar que no es el culpable de las expulsiones. Los judíos que habían entregado propiedades en Alemania y Austria durante el nazismo, aunque fueran coaccionados para hacerlo, encontraron casi imposible ser reembolsados después de la Segunda Guerra Mundial, en parte debido a la capacidad del gobierno para argumentar que "tomaron la decisión personal de irse".

## Estatus bajo el derecho internacional

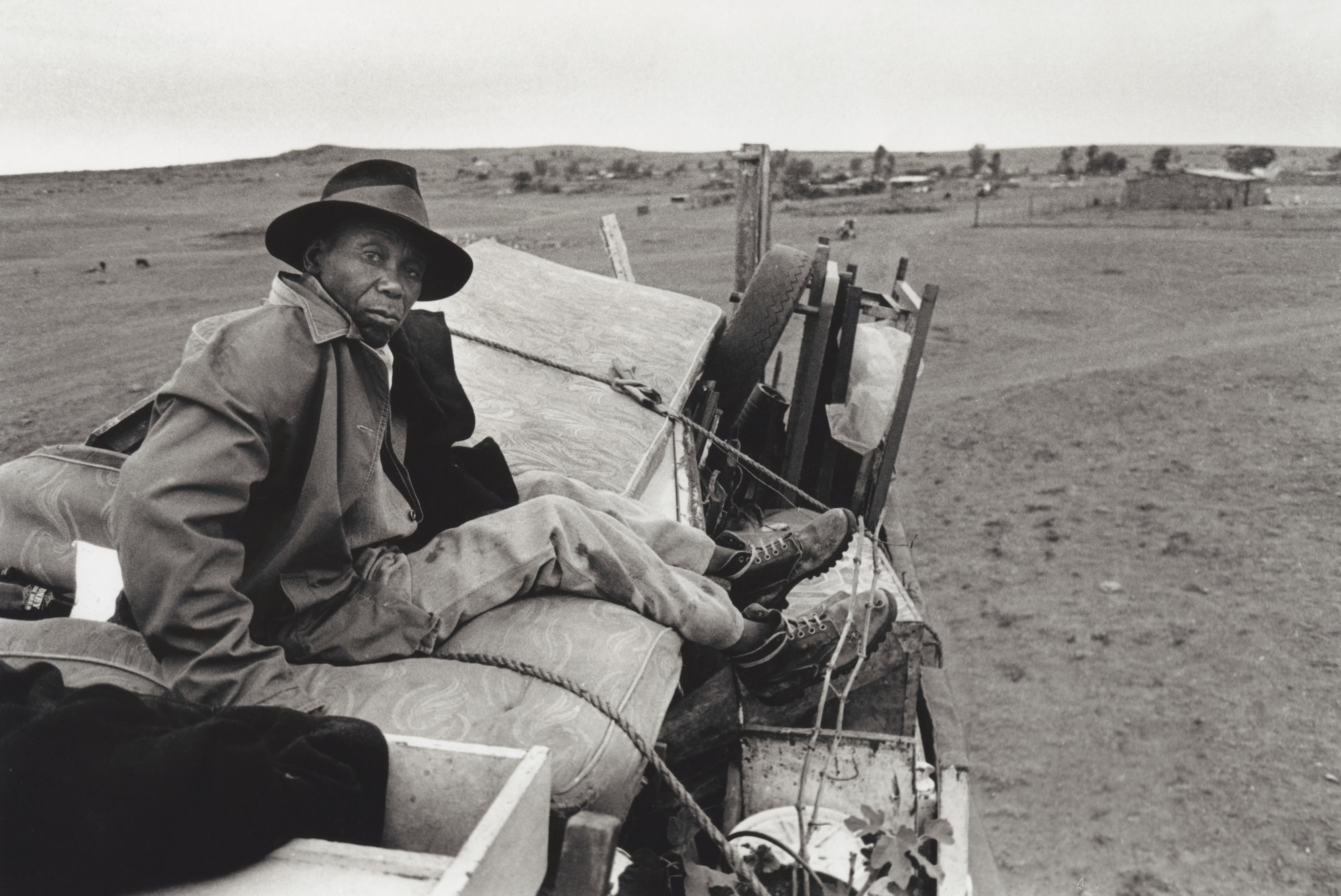
Expulsión forzada debido al Apartheid (Mogopa, Transvaal, Sudáfrica, febrero de 1984)

La visión del derecho internacional sobre la transferencia de población experimentó una evolución considerable durante el siglo XX. Antes de la Segunda Guerra Mundial, muchas transferencias importantes de población eran el resultado de tratados bilaterales y contaban con el apoyo de organismos internacionales como la Sociedad de Naciones. La expulsión de alemanes después de la Segunda Guerra Mundial de Europa Central y Oriental fue sancionada por los Aliados en el artículo 13 del comunicado de Potsdam, pero la investigación ha demostrado que las delegaciones británica y estadounidense en Potsdam se opusieron al tamaño de la transferencia de población que ya había tenido lugar y se estaba acelerando en el verano de 1945. El redactor principal de la disposición, Geoffrey Harrison, explicó que el artículo tenía la intención de no aprobar las expulsiones, sino encontrar una manera de transferir la competencia al Consejo de Control Aliado en Berlín para regular el flujo.
La marea comenzó a cambiar cuando la Carta de los juicios de Núremberg de los líderes nazis alemanes declaró la deportación forzada de las poblaciones civiles como un crimen de guerra y un crimen contra la humanidad. Esa opinión fue adoptada progresivamente y extendida hasta el resto del siglo. El cambio subyacente fue la tendencia a asignar derechos a los individuos, limitando así el derecho de los Estados a hacer acuerdos que les afecten negativamente.
En la actualidad, hay poco debate sobre la situación jurídica general de las transferencias involuntarias de población. Las transferencias forzadas de población se consideran violaciones del derecho internacional. No se hace distinción legal entre las transferencias unidireccionales y bidireccionales, ya que los derechos de cada individuo se consideran independientes de la experiencia de otros.
El artículo 49 del Cuarto Convenio de Ginebra (adoptado en 1949 y ahora parte del derecho internacional consuetudinario) prohíbe el movimiento masivo de personas fuera o dentro del territorio ocupado bajo ocupación militar beligerante:

Los traslados en masa o individuales, así como las deportaciones de personas protegidas del territorio ocupado al territorio de la Potencia ocupante o al de cualquier otro país, ocupado o no, están prohibidos, sea cual fuere el motivo.
La Potencia ocupante no podrá deportar o transferir partes de su propia población civil al territorio que ocupa.

Un informe provisional de la Subcomisión de las Naciones Unidas de Prevención de Discriminaciones y Protección a las Minorías, publicado en 1993, dice al respecto que:

Los casos históricos reflejan una creencia ahora perdida de que la transferencia de población puede servir como una opción para resolver diversos tipos de conflicto, dentro de un país o entre países. El acuerdo de los Estados reconocidos puede proporcionar un criterio para la autorización de los términos finales de resolución de conflictos. Sin embargo, el principio cardinal de "voluntariedad" rara vez se satisface, independientemente del objetivo de la transferencia. Para que la transferencia cumpla con las normas de derechos humanos tal y como están desarrolladas, los posibles transferidos deben tener la opción de permanecer en sus hogares si lo desean.

El mismo informe advertía de la dificultad de garantizar la verdadera voluntariedad:

Algunas transferencias históricas no requerían transferencias forzadas u obligatorias, sino que incluían opciones para las poblaciones afectadas. Pero las condiciones de los tratados pertinentes crearon fuertes presiones morales, psicológicas y económicas para irse.

El informe final de la Subcomisión, publicado en 1997, invocó numerosas convenciones y tratados para apoyar la posición de que las transferencias de población contravienen el derecho internacional a menos que tengan el consentimiento tanto de la población desplazada como de la población de acogida. Además, ese consentimiento debe ser dado libre de presión negativa directa o indirecta.
"Deportación o traslado forzoso de población" se define como un crimen de lesa humanidad por el Estatuto de Roma de la Corte Penal Internacional en su artículo 7. El Tribunal Penal Internacional para la ex Yugoslavia ha enjuiciado y a veces condenado a varios políticos y comandantes militares acusados de deportaciones forzadas en esa región.
La limpieza étnica abarca la "deportación o traslado forzoso de población" y la fuerza involucrada puede involucrar otros crímenes, incluyendo crímenes contra la humanidad. La agitación nacionalista puede endurecer el apoyo público, de un modo u otro, contra la transferencia de la población como una solución a los conflictos étnicos actuales o futuros, y las actitudes pueden ser cultivadas por partidarios de cualquiera de los planes de acción con su propaganda de apoyo utilizada como típica herramienta política por la que se pueden alcanzar sus objetivos. 

## Ejemplos de transferencia de población
- Edicto de Expulsión de los judíos del Reino de Inglaterra en 1290 por Eduardo I.[6]

- En 1492, los judíos fueron expulsados de España. Algunos de los judíos fueron al Norte de África mientras que otros fueron a países como Portugal (hasta su expulsión en octubre de 1497)[7] y el Imperio Otomano.[8][9]
- Expulsión de judíos y musulmanes por Manuel I de Portugal en 1496, trasladándose al Imperio otomano y el Sultanato saadí.[10]

- Se conoce como expulsión de los moriscos a un acontecimiento de 1609 en el que 300.000 musulmanes fueron expulsados de España, luego de más de un siglo de segregación y restricciones religiosas. La mayoría de musulmanes españoles fueron al Norte de África y al Imperio Otomano.[11]
- En el siglo XIX, el gobierno de los Estados Unidos expulsó a varios pueblos nativos americanos a las reservas indias de propiedad federal. Las expulsiones más conocidas fueron las de la década de 1830 del sureste de Estados Unidos, comenzando con el pueblo Choctaw. Bajo la Ley de Expulsión de Indios de 1830, el gobierno estadounidense reubicó a los pueblos de las Cinco Tribus Civilizadas al este del Río Misisipi, al Territorio Indio en el Oeste. El proceso resultó en una gran dislocación social para todos, numerosas muertes y el "Sendero de Lágrimas" para la Nación Cherokee. La resistencia a la expulsión india condujo a varios conflictos violentos, incluyendo la Segunda Guerra Seminola en la Florida. La caminata larga del Navajo refiere a la reubicación en 1864 del pueblo Navajo por el gobierno estadounidense en una marcha forzada de su tierra en la actual Arizona al este de Nuevo México. El pueblo Yavapai fue desplazado forzosamente desde la Reserva de Camp Verde a la Reserva Indígena Apache de San Carlos, dentro de Arizona, el 27 de febrero de 1875, después de la Guerra de Yavapai. El gobierno estadounidense restringió a los indios de las llanuras a las reservaciones después de varias guerras indias en las cuales los indios y los estadounidenses blancos lucharon por las tierras y los recursos.[12][13]
- Expulsión de chilenos de Bolivia y Perú en 1879 al inicio de la guerra del Pacífico.[14]
- El intercambio de poblaciones entre Grecia y Turquía de 1923 implicó a aproximadamente 2 millones de personas (alrededor de 1,5 millones de griegos anatolios y de medio millón de musulmanes en Grecia), quienes la mayoría fueron tratados como refugiados y expatriados de jure de sus lugares de nacimiento.[15][16]

- Después de que el Pacto Molotov-Ribbentrop dividiera Polonia durante la Segunda Guerra Mundial, los alemanes deportaron a polacos y judíos de los territorios polacos anexados por la Alemania nazi, mientras que la Unión Soviética deportó a polacos de áreas de Polonia Oriental (región conocida como Kresy) a Siberia y Kazajistán. A partir de 1940, Hitler trató de conseguir que los alemanes se reasentaran desde las zonas en las que constituían una minoría (los países bálticos, el sudeste y el este de Europa) hasta Warthegau (la región de Poznan, conocida en alemán como Posen). Por esta razón expulsó a los polacos y judíos que formaron allí la mayoría de la población.[17]

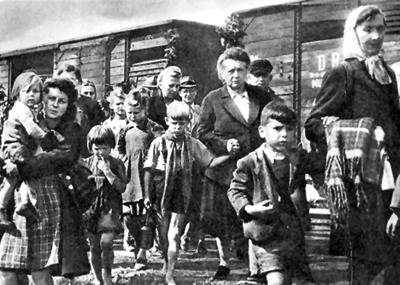
Alemanes deportados de los Sudetes tras la Segunda Guerra Mundial

- Entre 1944 y 1950, entre 13 y 16 millones de personas, todos ellos ciudadanos alemanes y gente de ascendencia alemana fueron expulsados de varios países de Europa del Este y enviados a Alemania y Austria.[18]
- 1945 y 1947 Éxodo istriano-dálmata de italianos de la República Federativa Socialista de Yugoslavia.[19] Desde 2004 recordada el 10 de febrero en Italia.

- Poco antes, durante e inmediatamente después de la Segunda Guerra Mundial, Stalin llevó a cabo una serie de deportaciones a gran escala que afectaron profundamente el mapa étnico de la Unión Soviética. Más de 1,5 millones de personas fueron deportadas a Siberia y las repúblicas de Asia Central. El separatismo, la resistencia al dominio soviético y la colaboración con los invasores alemanes fueron citados como las principales razones oficiales para las deportaciones. Después de la Segunda Guerra Mundial, la población de Prusia Oriental fue reemplazada principalmente por rusos. Muchos musulmanes tártaros fueron trasladados al norte de Crimea (actualmente en disputa entre Rusia y Ucrania), mientras que Crimea del Sur y Yalta se poblaron con rusos. Una de las conclusiones de la Conferencia de Yalta fue que los Aliados devolverían a la Unión Soviética (Operación Keelhaul) a todos los ciudadanos soviéticos que se encontraban en la zona aliada. Esto afectó inmediatamente a los prisioneros de guerra soviéticos liberados por los aliados, pero también se extendió a todos los refugiados de Europa del Este.[20]

- Acuerdo de Opción de Tirol del Sur (1939-1943), población germano hablante de la Provincia autónoma de Bolzano (Reino de Italia), se asentaron en la Alemania nazi.

- A raíz del ataque del Japón imperial a Pearl Harbor y con sospechas y antagonismo crecientes contra los japoneses étnicos, a partir de 1942, el gobierno estadounidense ordenó la reubicación forzosa y el internamiento de aproximadamente 110.000 japoneses norteamericanos y japoneses residentes en Estados Unidos a los recién creados "Campamentos de reubicación de guerra", o campos de internamiento, la mayoría por la duración de la guerra. A finales del siglo XX, el gobierno de los Estados Unidos pagó alguna compensación a los supervivientes de los campos de internamiento.[21]
- La Partición de la India por los dirigentes coloniales británicos, en agosto de 1947 produjo una de las mayores migraciones no controladas de la historia. Emigraron cerca de 7,2 millones de musulmanes hacia Pakistán Occidental y Oriental y 7,3 millones de hinduistas y sijs desde Pakistan a la Unión de la India.[22] Las masacres sectarias, el hambre, el calor y falta de refugio y las enfermedades produjeron entre 200 000 y 2 000 000 de muertes.[23]

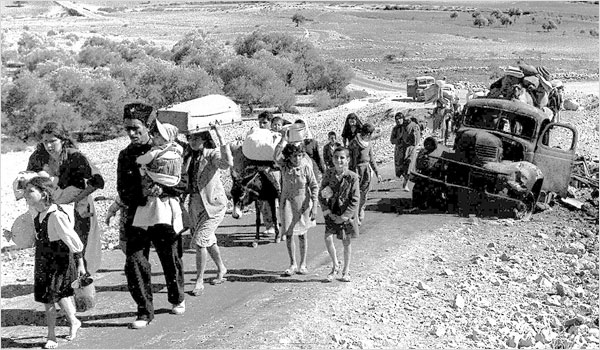
Refugiados palestinos, 1948

- El éxodo palestino de 1948, también conocido como Nakba, ocurrió cuando más de 700.000 árabes palestinos huyeron o fueron expulsados de sus hogares durante la guerra de Palestina de 1948.[24]
- Después de la creación del estado de Israel el 14 de mayo de 1948, se iniciaron en los países árabes fuertes olas de antisemitismo, por lo que muchos judíos fueron obligados a abandonar sus hogares. Muchos se trasladaron a Europa o a los Estados Unidos, y otros a Israel. El número estimado es de entre 850.000 y 1.000.000 de personas. Los que llegaron a Israel fueron puestos en un campamento de refugiados, hasta que se recuperaron con el apoyo del Estado.[25]

- En la isla de Diego García, en el Océano Índico, entre 1967 y 1973, el gobierno británico retiró por la fuerza a 2000 isleños chagosianos para dar paso a una base militar. A pesar de las sentencias judiciales a su favor, no se les ha permitido regresar de su exilio en Mauricio, aunque hay indicios de que una compensación financiera y una disculpa oficial están siendo consideradas por el gobierno británico.[26]

- Uno de los primeros actos de los Jemeres rojos, tras ocupar el poder en 1975, fue trasladar la mayor parte de la población urbana de Camboya al campo. Phnom Penh (hogar de 2,5 millones de personas, incluyendo unos 1,5 millones de refugiados) pronto estuvo casi vacía. Evacuaciones similares ocurrieron en Battambang, Kompung Cham, Siem Reap, Kampong Thom, y otras ciudades del país. Los Jemeres intentaron transformar Camboya en una sociedad sin clases despoblando ciudades y forzando a la población urbana ("Nuevo Pueblo") a las comunas agrícolas. Toda la población se vio obligada a convertirse en agricultores en campos de trabajo.[27]